# ウリッセ・アルドロヴァンディ

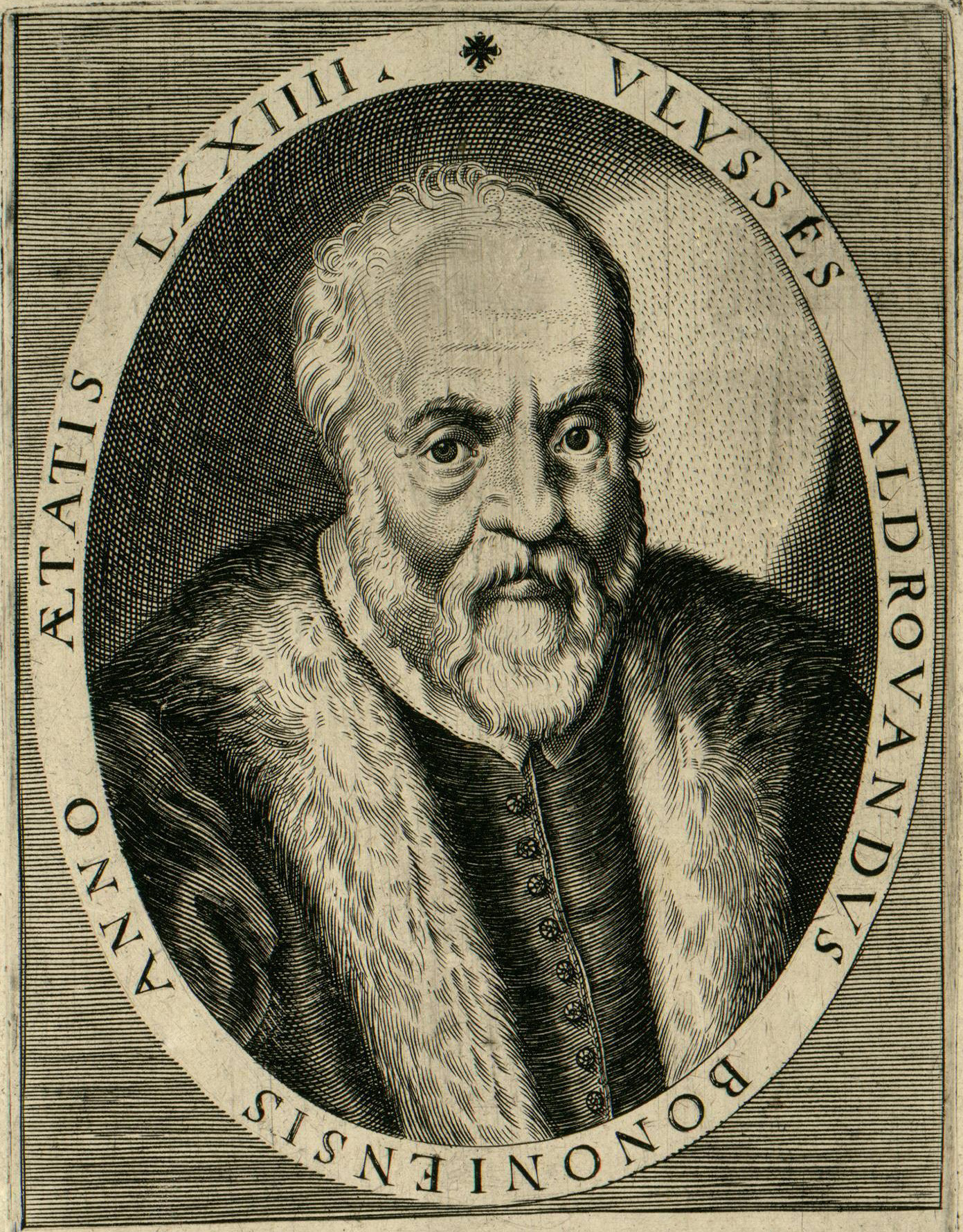
Ulisse Aldrovandi

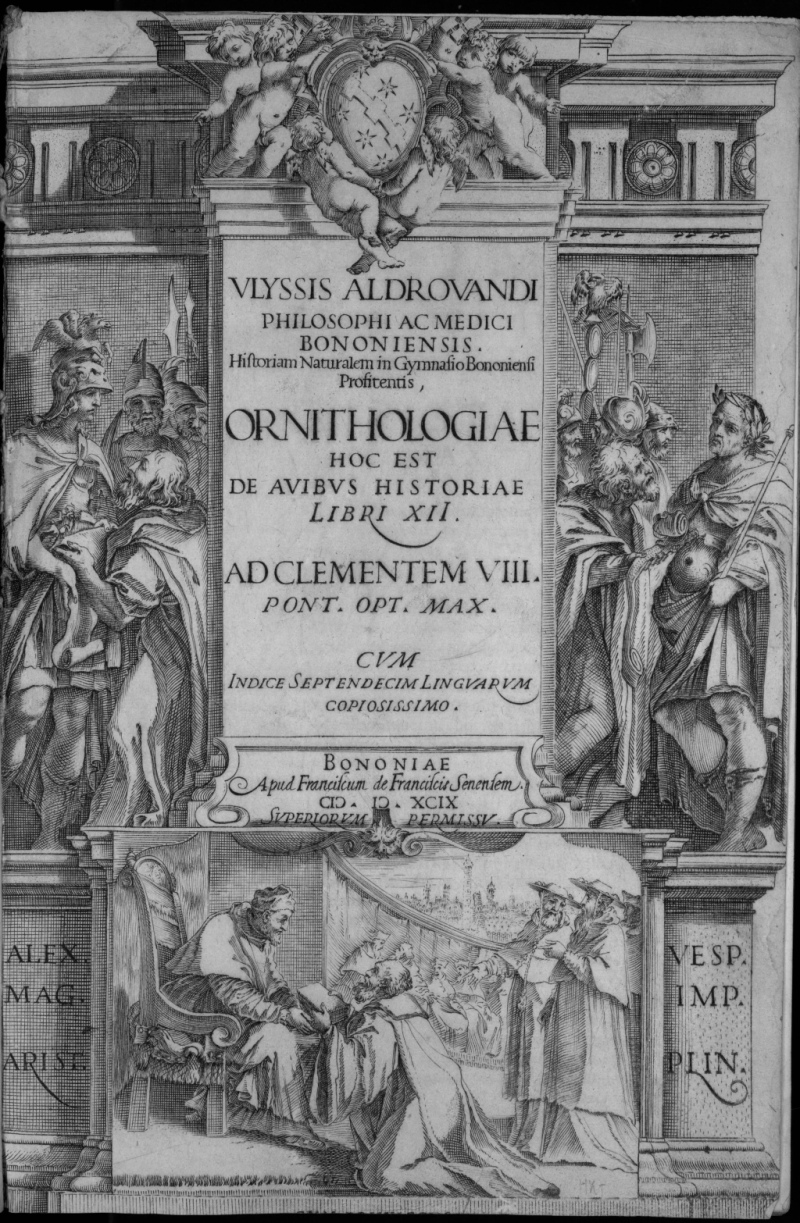
Ornithologiae（1599）の扉絵

ウリッセ・アルドロヴァンディ（Ulisse Aldrovandi、1522年9月11日 – 1605年5月4日）はイタリアの博物学者である。Aldrovandusという著者名をもちいることもあり、姓はAldroandiと書かれることもある。

## 生涯
ボローニャの貴族の家に生まれた。ボローニャとパドゥヴァの大学で人文科学と法律を学び、公証人になったが、学問の世界に転じた。哲学と論理学を学び、医学にも興味をもった。1553年に医学と哲学の学位を得て、1554年からボローニャ大学の論理学と哲学を教えはじめ、1559年に哲学の教授、1561年に新しく設けられた博物学の教授職についた。1549年6月に再洗礼派のカミッロ・レナトの三位一体を否定する信仰を支持したために、異端の起訴を受け、逮捕された。 9月に、釈明と支持の撤回を発表したが、ローマに送られ、1550年4月に免除されるまで拘留、自宅軟禁されることになった。この間、地元の学者の仕事を助けた。自由を奪われていたので、植物学や、動物学、地質学への興味をつのらせた。自由になった1551年以降、彼は植物を収集し、分類するために、イタリア各地に採集旅行を行うことになった。
1551年から1554年の間に何度か行った採集隊による採集旅行は16巻の4112葉からなる、4760の植物の乾燥標本を残し、これはボローニャ大学に保存されている。Jacopo Ligozzi,、Giovanni Neri、Cornelio Schwindらの画家を伴い図を描かせた。多くの動植物誌を執筆した。
1568年にボローニャに現在はOrto Botanico dell'Università di Bolognaと呼ばれる植物園を作らせ、園長となった。1575年にボローニャの医師、薬剤師と薬の成分に関する紛争を起こし、公職から5年間、追放された。1577年には母親のいとこであるローマ教皇グレゴリウス13世に公職への復帰と、著作の出版の費用を依頼する手紙を書いている。
アルドロヴァンディの植物・動物の膨大な標本はボローニャの市議会に残した。1742年までプッブリコ宮殿に保存されていたが、19世紀の間に、各地の研究機関に分散された。1907年に大部分がプッブリコ宮殿に集められ、2005年にはプッブリコ宮殿でアルドロヴァンディの没後400周年を記念する展覧会が開催された。
ムジナモの属名 (Aldrovanda) などに献名されている。

## 著書
多くの著書のうち生前に出版された書籍のリスト

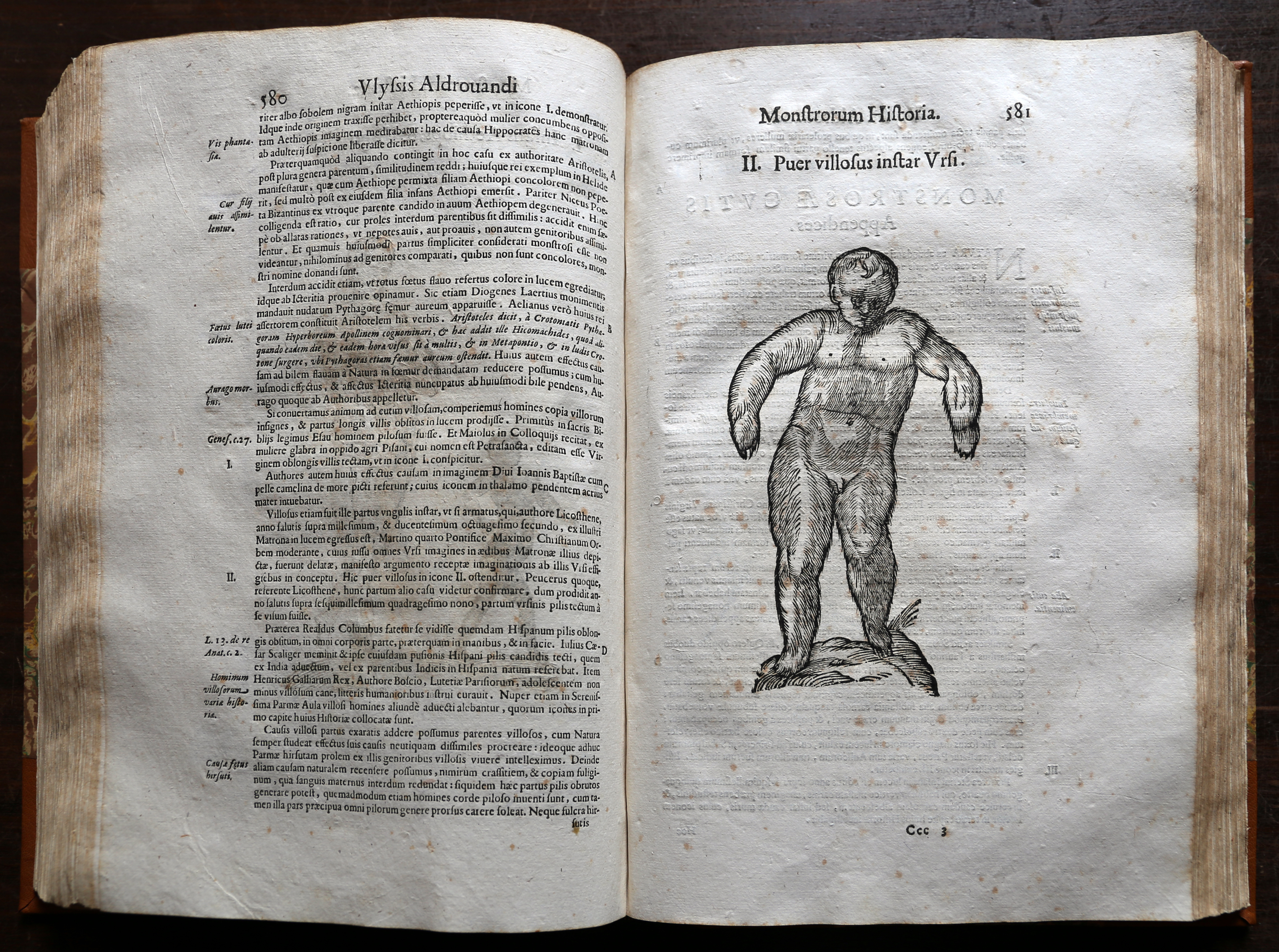
Monstrorum Historia

- Antidotarii Bononiensis, siue de vsitata ratione componendorum, miscendorumque medicamentorum, epitome (1574)
- Ornithologiae, hoc est de avibus historia (Bologna, 1599)  1637 edition
- Ornithologiae tomus alter cum indice copiosissimo (Bologna, 1600)
- De animalibus insectis libri septem, cum singulorum iconibus ad viuum expressis (Bologna, 1602)  1637 edition
- Ornithologiae tomus tertius, ac postremus (Bologna, 1603)  1637 edition
- De reliquis animalibus exanguibus libri quatuor (Bologna, 1606)
- De piscibus libri V, et De cetis lib. vnus (Bologna, 1613)
- Quadrupedum omnium bisulcorum historia (Bologna, 1621)
- Serpentum, et draconum (Bologna, 1640) (Natural History of Snakes and Dragons)
- Monstrorum historia cum Paralipomenis historiae omnium animalium (Bologna, 1642)
- Musaeum metallicum in libros IV distributum Bartholomaeus Ambrosinus (Bologna, 1648)
- Dendrologiae naturalis scilicet arborum historiae libri duo sylua glandaria, acinosumq (Bologna, 1667) .

## 著書の画像

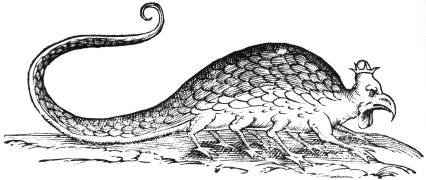
Monstrorum Historia (1642)の画像
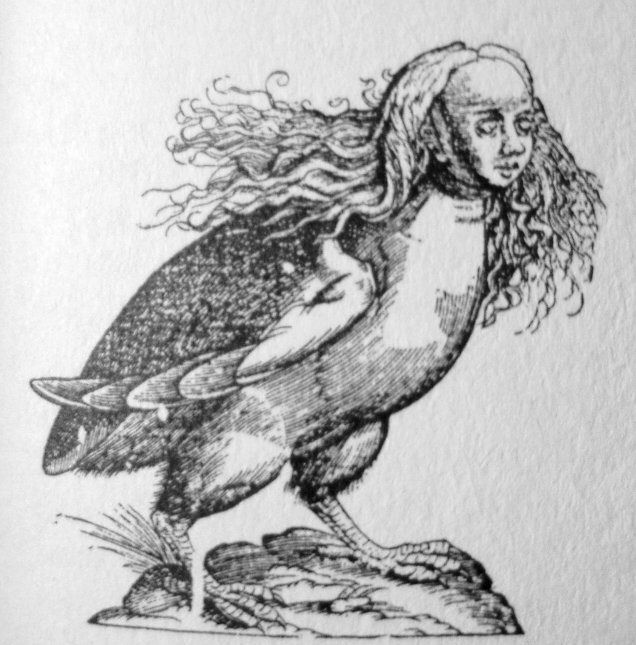
Monstrorum Historia
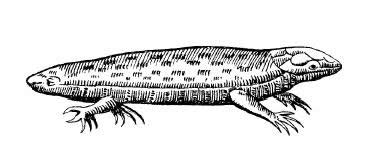
Historia serpentum et draconum (1640)

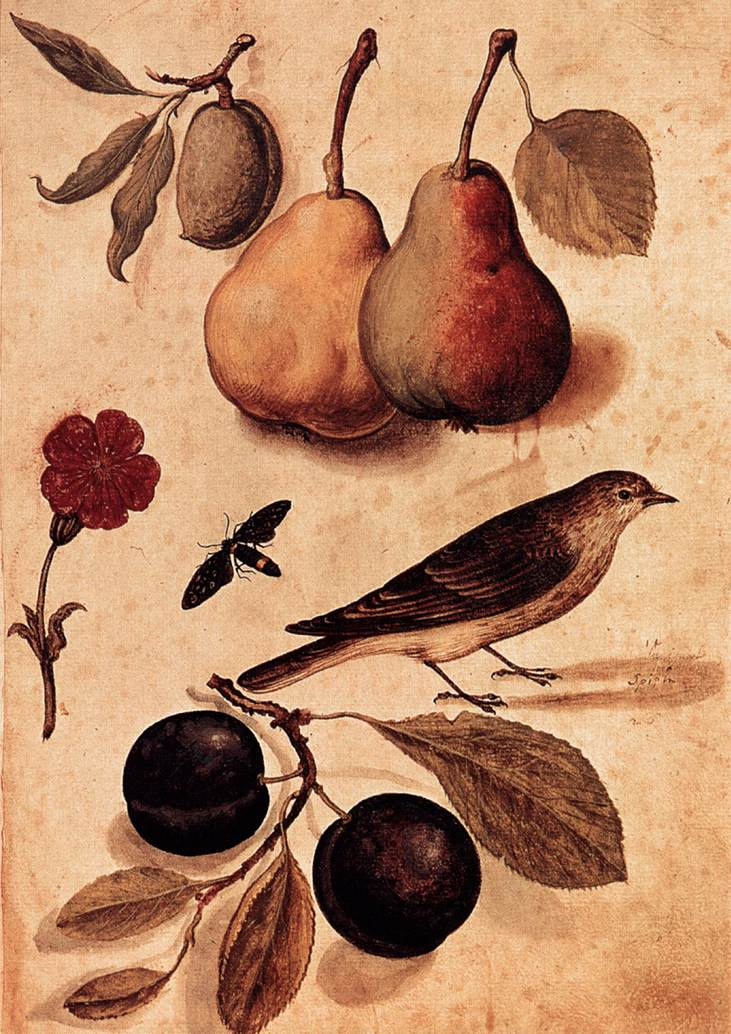
Specimens of Nature
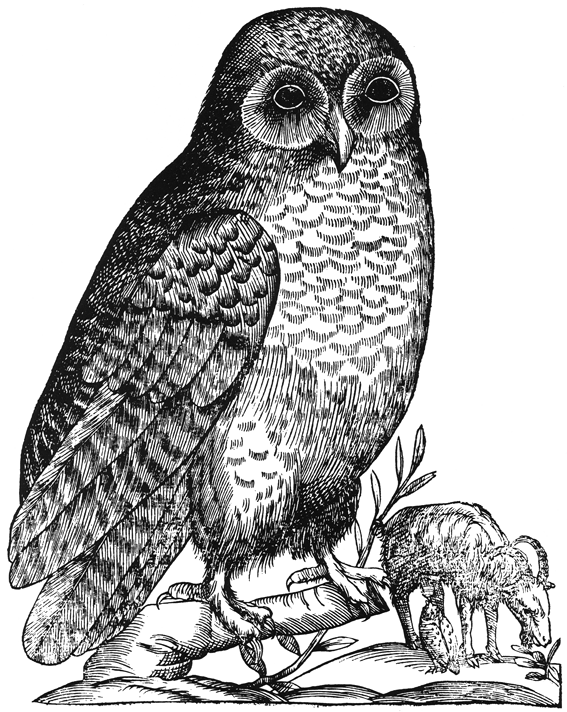
Owl
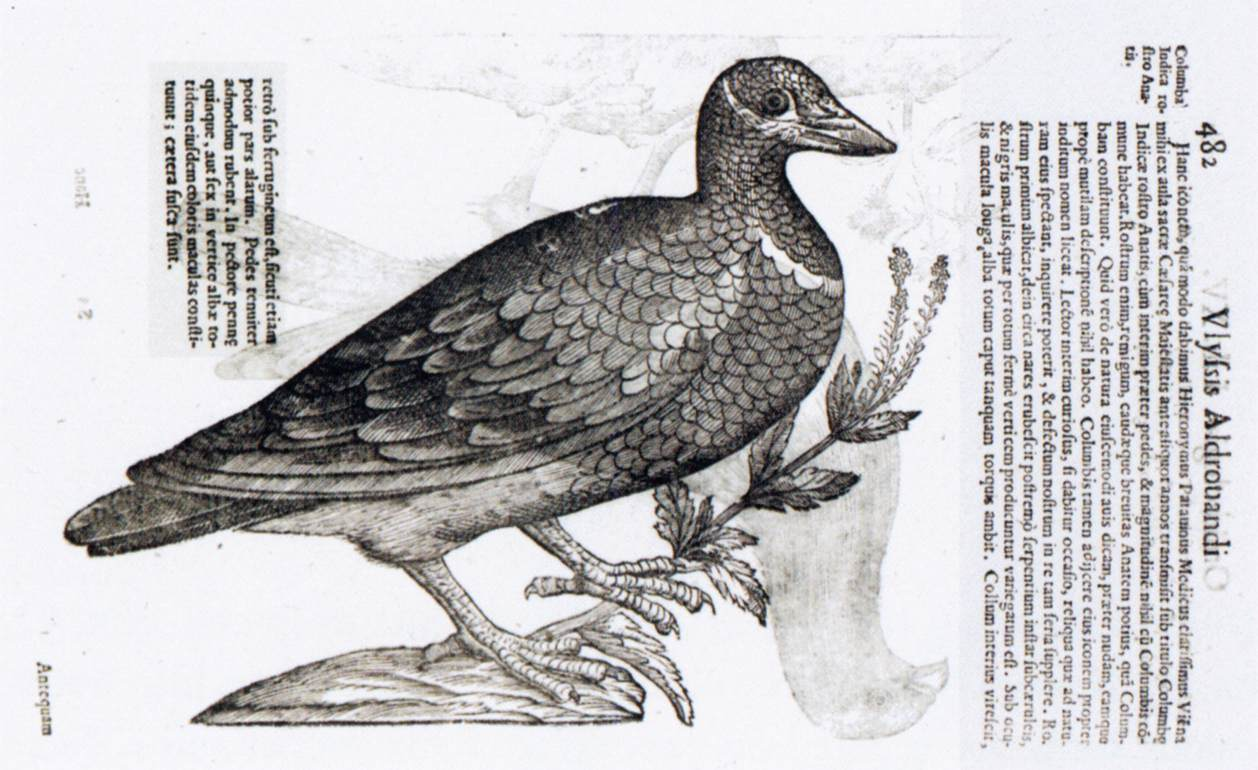
Blue-Headed Quail-Dove
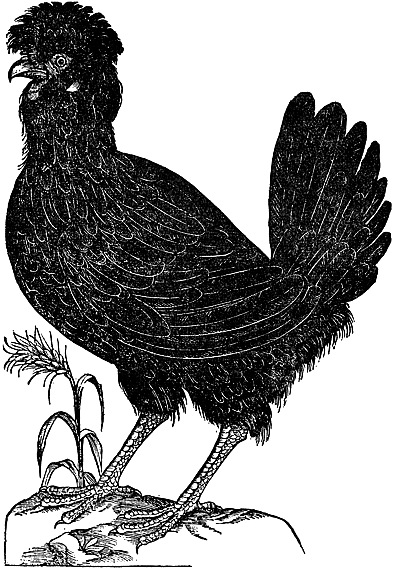
Paduan Hen
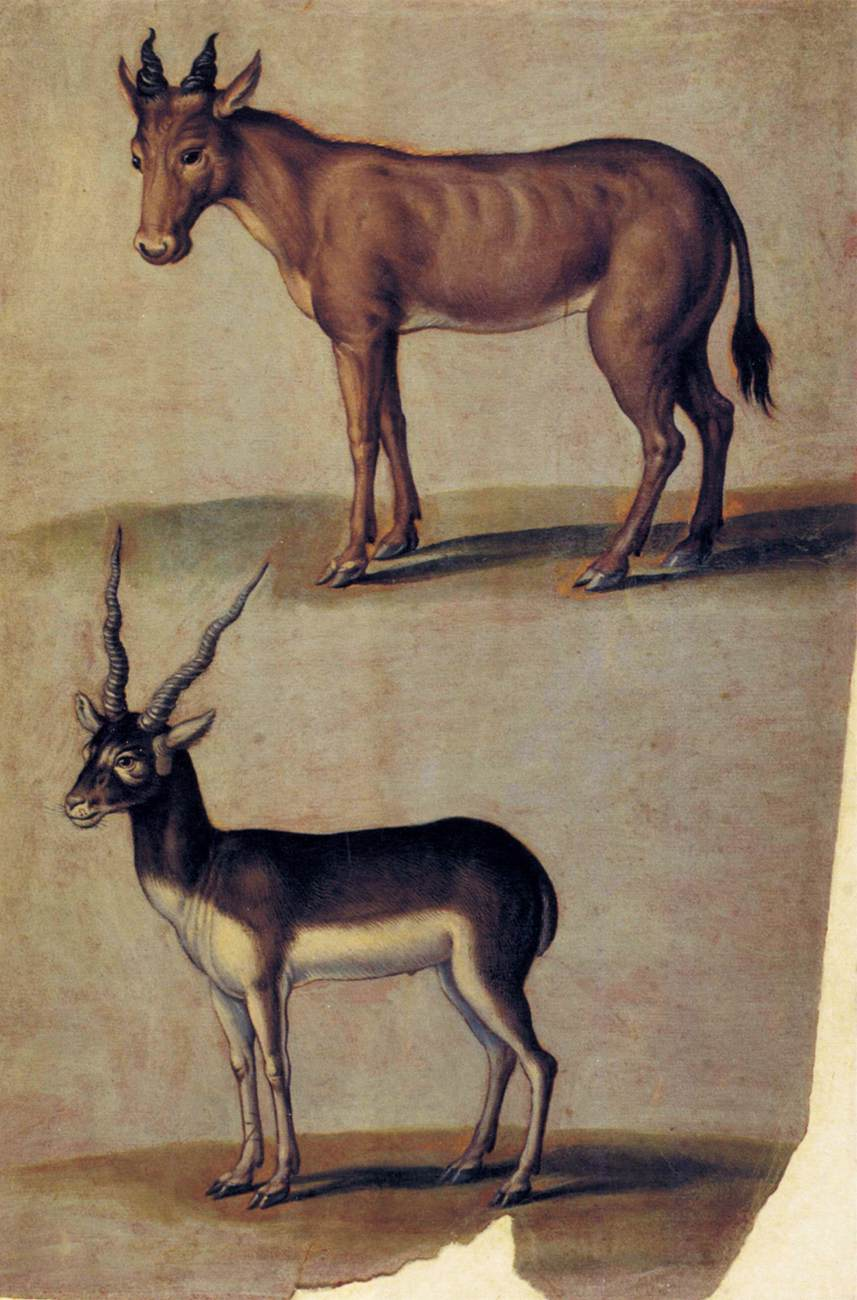
Red Hartebeest and Blackbuck